# Lira de Oro
La Lira de Oro fue el galardón originalmente entregado a quienes resultaron ganadores en las competencias internacional —entre 1961 y 1968— y folclórica —entre 1961 y 1964; desde 1965 hasta 1968, esta competencia fue premiada con el Arpa de Oro— en el Festival Internacional de la Canción de Viña del Mar. En 1969, la Lira de Oro fue reemplazada por la Gaviota de Plata.
En 2009, y como celebración de los 50 años de este certamen chileno, se entregó como reconocimiento a los triunfadores.